# 西部毛狐猴
西部毛狐猴（学名 Avahi occidentalis）是毛狐猴屬的一种，生活在西马达加斯加的干燥落叶林中。夜行动物，体重0.7-0.9公斤，以树叶为食。